# 表面技术
《表面技术》创刊于1972年，是中国大陆工程科技类月刊，编辑部位于重庆市。此刊物由中国兵器工业第五九研究所主办。
《表面技术》在2018年被中华人民共和国国家新闻出版广电总局新闻报刊司评为2017年全国“百强报刊”。